# Lillie-Marleen-Sporn
Der Lillie-Marleen-Sporn ist ein Bergsporn des Mount Dockery in der Everett Range der Concord Mountains im ostantarktischen Viktorialand.
Wissenschaftler der deutschen Expedition GANOVEX I (1979–1980) nahmen seine Benennung vor. Namensgeber ist das Soldatenlied Lilli Marleen, gesungen von Lale Andersen.